# Högtryck (grafik)
Högtryck är ett samlingsnamn för de grafiska trycktekniker som använder en tryckform där den tryckande ytan är upphöjd och därmed skiljs från den icke-tryckande ytan genom en nivåskillnad, som en stämpel.
Inom konstnärlig grafik räknas träsnitt, trägravyr (xylografi) och linoleumsnitt till högtryck. Även potatistryck tillhör denna grupp.
I industriell produktion hör teknikerna flexografi och boktryck (eng. letterpress) hit – tryckformen kallas i dessa fall kliché.